# Palm-Island-Aborigines-Reservat
Das Palm-Island-Aborigines-Reservat auf der Insel Great Palm Island wurde 1918 gegründet und 1939  in Palm Island Aboriginal Settlement umbenannt. Hierher wurden Aborigines aus Queensland und von den Torres-Strait-Inseln deportiert. Die Anlage war mit 3950 dokumentierten Aborigines das größte Aborigines-Reservat von Queensland.
Die Lebensbedingungen der deportierten Aborigines waren bis 1972 von unbezahlter und teilweise unbezahlter Zwangsarbeit, durch schlechte Arbeitsbedingungen, hohe Gewalt-, Kriminalitäts- und Todesraten sowie Schikanen bis zur Rechtlosigkeit durch vorgesetzte Weiße geprägt. Als es 1957 zu einem Arbeitsstreik kam, wurde er von bewaffneten Polizeikräften niedergeschlagen, die mit australischen Militärmaschinen eingeflogen wurden. Erst im Jahr 1999 führte eine erfolgreiche Klage gegen die Regierung von Queensland dazu, dass es zu einer monetären Entschädigung für nicht oder teilweise nichtbezahlte Löhne der Aborigines kam.
Die Siedlung ist bis heute  von Perspektivlosigkeit, Alkoholismus und Gewaltkriminalität geprägt. 2013 wurde berichtet, dass die Regierung von Queensland unter Premierminister Campbell Newman mit einer Initiativen der Insel eine touristische und soziale Perspektive geben wolle.

## Lage
Die Insel Great Palm Island liegt im Korallenmeer, innerhalb des Great Barrier Reefs vor der Ostküste von Far North Queensland in der Cleveland Bay. Die nächstgelegenen Orte auf dem Festland sind Townsville und Ingham. Great Palm Island ist die größte Insel der Inselgruppe Greater Palm Island. Im Süden der Inselgruppe befindet sich Magnetic Island und im Norden Hinchinbrook Island.

## Aborigines der Manbarra
Auf Greater Palm Island und an der westlich gelegenen Küste sowie auf Magnetic Island lebten und leben die Aborigines der Manbarra, die aufgrund der erfolgten Deportationen inzwischen mit mehr als 40 anderen Aborigines-Sprachgruppen zusammenleben. Nachdem sie jahrzehntelang zusammengelebt hatten, gaben sie sich den gemeinsamen Stammesnamen Bwgcolman und nennen sich auch Palm Islander.

## Wohn-, Lebens- und Arbeitsverhältnisse
Nach dem rassistischen Konzepts der weißen Einwanderer sollten der Rahmen der White Australia Policy langfristig die Aborigines-Gen-Anteile ausgemerzt werden, auch unter schweren Menschenrechtsverstößen.
Viele Frauen und Kinder der Aborigines wurden zwangsweise in Heimen untergebracht. Darunter waren auch Aborigines-Frauen mit Kindern, deren Männer auf dem Festland arbeiteten, Waisen und Kinder der sogenannten Gestohlenen Generation, die gegen ihren Willen und gegen den Willen ihrer Eltern auf die Insel deportiert worden waren. Manche wurden in Aborigines-Missionsstation christianisiert oder kamen durch Zwangsadoption in weiße Familien, die sie für ein späteres Leben in der weißen Gesellschaft wie Weiße erzogen.

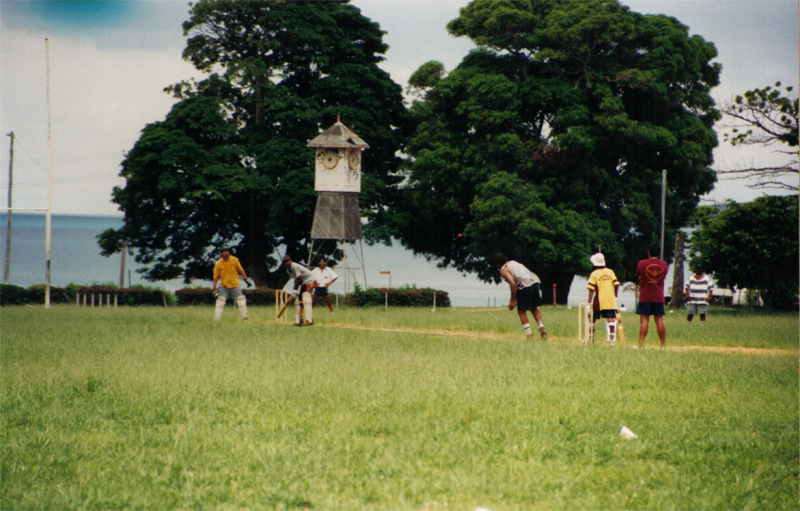
Historischer Glockenturm in der Bildmitte, der den „Insel-Sound“ erzeugte, heute auf einem Cricketplatz, 1966

Weiße wohnten in der „Mango Avenue“, die an beiden Enden durch Tore versperrt und für Nicht-Weiße eine Sperrzone war, in Häusern, die von Aborigines gebaut worden waren.
Die Aborigines-Männer lebten in strohgedeckten Hütten mit Wänden aus geflochtenen Palmenblättern und mussten ohne Lohn arbeiten. Sie wurden von lautem Warnglockenklang geweckt, damit sie rechtzeitig um 8:00 Uhr am Appellplatz anzutreten konnten. Abends um 21:00 Uhr wurden sie den gleichen Klang zur Bettruhe gezwungen. Sie waren den willkürlichen Maßregelungen und Bestrafungen ihrer vorgesetzten Superintendenten schutzlos ausgeliefert, obwohl diese sich als Protector of Aborigines (Beschützer der Aborigines) für ihre Rechte hätte einsetzen müssen. Bei geringsten Verstößen konnten sie mit Essensentzug oder Verbannung auf eine der unbewohnten Inseln der Inselgruppe Greater Palm Island ohne Essen und Wasser bestraft werden.
Die andauernde schlechte und ungerechte Behandlung führte bei vielen Aborigines zu Vereinsamung, Alkoholismus und Gewalttaten.

## Vorgeschichte
1780 ankerte James Cook auf seiner Zweiten Südseereise vor der Inselgruppe und gab ihr aufgrund der zahlreichen Palmen den Namen Palm Isles. 1819 landete Phillip Parker King auf seiner Entdeckungsreise entlang der Ostküste Australiens an einer der Inseln. King beschrieb, dass er auf dem Landungsplatz einige primitive Hütten und zwei Kanus, der dort lebenden seefahrenden Aborigines gesehen habe. Womit auch belegt ist, dass die Palm Island bereits vor der britischen Besiedlung Queenslands vom Aboriginesstamm der Manbarra bevölkert war.
Durch die britische Kolonisation, die mit der Landung der First Fleet im Januar 1778 in der damals gegründeten Strafkolonie Australien begann, und weiter durch damals herrschende White Australia Policy geprägt wurde, vollzog sich eine Landnahme entsprechend der juristischen Vorstellung britischer Kolonialpolitik, dass Australien ein Niemandsland wäre. Die Folgen dieser Landnahme veränderten die Lebensbedingungen der indigenen Bevölkerung grundlegend. Ihre Wasserentnahmestellen und Billabongs wurden durch das Vieh der Siedler verschmutzt und die Tiere, die sie traditionell zu ihrer Ernährung jagten, wurden entweder von den Siedlern verdrängt oder von ihnen bejagt.
Das Parlament von Queensland verabschiedete im Jahr 1897 das Gesetz Aboriginal Protection and Restriction of the Sale of Opium Act. Es gab der Regierung völlig freie Hand und war die rechtliche Voraussetzung für die spätere willkürliche Deportation der indigenen Bevölkerung in Queensland.
1899 wurde berichtet, dass es auf Great Palm Island  bereits ein von der britischen Kolonialregierung gegründetes kleines Aborigines-Reservat gab, in das von den europäischen Siedlern verdrängte Aborigines der Manbarra aus dem küstennahen Queensland deportiert worden waren. 1912 berichtete der eingesetzte „Protektor of Aborigines“, dass es eine kleine Aborigines-Siedlung auf der Insel gab.
Die Aborigines, die auf der Insel Great Palm Island lebten, wurden im Jahr 1914 deportiert. Sie kamen in des damals neu gegründete Hull River Aborigines Reservat (heute Hull-River-Nationalpark) an der Ostküste von Queensland. Es wurde 1918 durch einen Zyklon zerstört und nicht wieder aufgebaut.

## Geschichte des Reservats (von 1918 bis 1975)
1918 kamen die Manbarra, die bereits früher auf Great Palm Island gelebt hatten, mit weiteren Aborigines dorthin zurück.
Die Gründung von Palm Island war Teil eines umfassenderen, nationalen Versuchs, die Einheimischen zu kontrollieren. Die Siedlung galt außerdem auch als „Strafanstalt für schwierige Fälle“.
1920er Jahre
Die Siedlung auf Great Palm Island entwickelte sich in den 1920er Jahren zum größten Aborigines-Reservat in Queensland. 1927 wurde das Aborigines-Reservat auf der Insel Fantome Island erweitert, die ebenfalls innerhalb der Inselgruppe liegt. Mehrere kleine Inseln der Inselgruppe Greater Palm Island wurden zu Aborigines-Reservaten ausgewiesen, um weitere Aborigines zu deportieren, es kam jedoch zu keinen weiteren Belegungen. In den 1920er Jahren begann die Missionierung durch die Kirchen, zunächst von zwei Baptisten, 1918 und 1924 kamen zwei katholische Priester. Die Zwangsunterkünfte mit Schlafräumen wurden 1923 gegründet und mit Aborigines-Mädchen und Waisenkindern, Alleinerziehenden sowie für Aborigines-Frauen mit Kindern, deren Männer auf dem Festland arbeiteten, belegt. Die Aborigines-Kinder, deren Eltern ins Insel-Gefängnis kamen, wurden sofort in diese Unterkünfte gebracht.
1930er Jahre

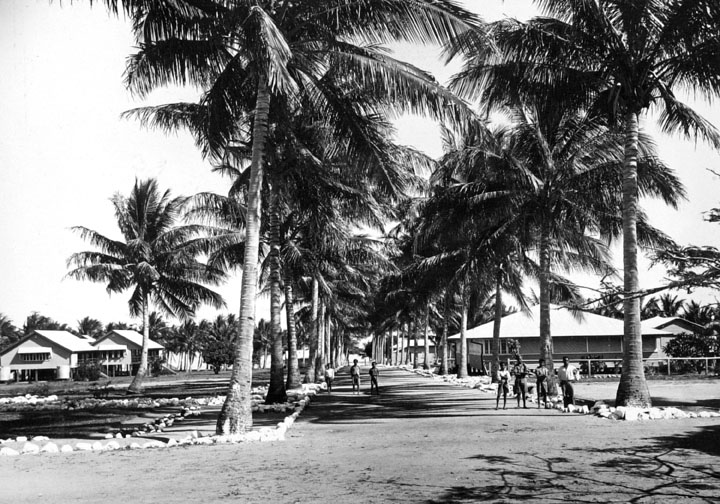
Schule mit Schul-Gästehaus, 1931

In den 1930er Jahren nahmen ein Mönch namens Molony und der römisch-katholische Orden Sisters of Our Lady Help of Christians ihre Missionstätigkeit auf. Der Orden erbaute 1934 einen Konvent und die Katholische Kirche eine Schule. Auf der benachbarten Insel Fantome Island wurde das Reservat ab 1939 um ein Hospital, Leprosorium und eine Krankenstation erweitert. In das Leprosorium, in das neben Lepra- auch für ansteckend Erkrankten eingeliefert werden sollten, kamen in die Krankenstation auch Erkrankte vom Festland. Das Hospital wurde nach dem Zweiten Weltkrieg und das Leprosarium 1973 geschlossen. 1939 übernahmen Franziskaner-Missionare das Hospital auf Fantome Island.
Der erste Superintendent, der für die Aborigines und das Reservat zuständig war, hieß Robert Henry Curry, ein entlassener Soldat. Curry lief im Jahr 1930 Amok, erschoss zwei Aborigines und zündete Hütten der Angestellten an. In einer der Hütten befanden sich zwei seiner eigenen Kinder. Sie starben in den Flammen. Als er später seinen Amoklauf weiter fortführen wollte, wurde jedoch gestellt und erschossen. Der Vorfall kam in der 65 Kilometer entfernten Stadt Townsville auf dem Festland vor Gericht, das die beiden Erschossenen für schuldig befand.

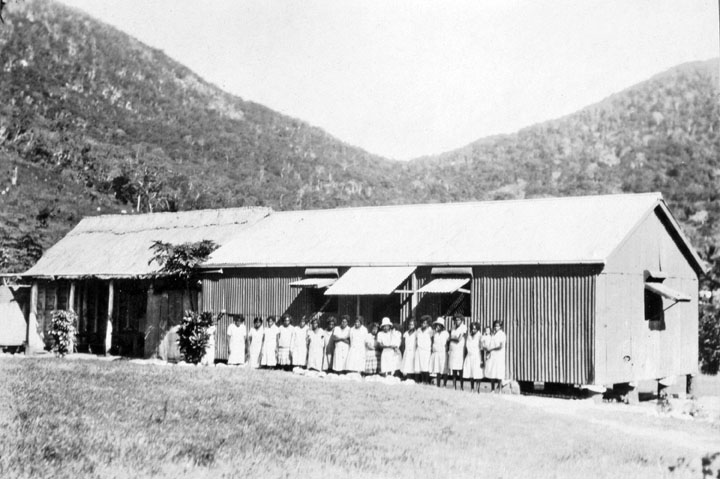
Mädchen-Heim, 1931

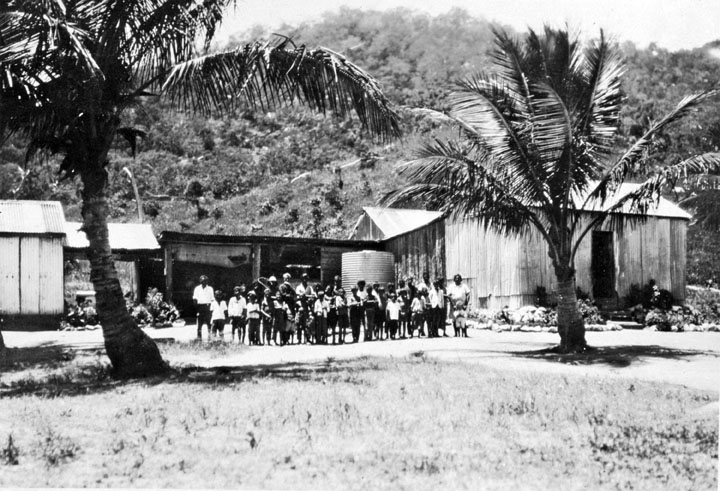
Jungen-Heim, 1931

Im Oktober 1939 verabschiedete das Parlament von Queensland das Gesetz Aboriginals Preservation and Protection Act 1939 and Torres Strait Islander Act 1939 und der Name Reservat wurde in Palm Island Aboriginal Settlement geändert. Diese Gesetze hatten zum Ziel, dass die Aborigines sich frei bewegen können und nicht mehr unter staatlichen Schutz gestellt und von der weißen Bevölkerung segregiert werden sollten. Sie sollten in die weiße Gesellschaft assimiliert werden, wobei Anspruch und Wirklichkeit weiterhin Jahrzehnte lang auseinanderfiel. Denn die deportierten Aborigines mussten bis in die frühen 1970er Jahre ohne Lohn in der Siedlung arbeiten und konnten sich nicht frei bewegen. Sie unterlagen den Weisungen und der Willkür des eingesetzten Superintendenten, der selbst bei den kleinsten Verstößen hart sanktionierte. Die Strafen reichten vom Essensentzug für einen Tag für diejenigen, die nach dem Erklingen der Warnglocke um 8:00 Uhr eine Minute zu spät auf dem Appellplatz antraten bis hin zur ultimativen Deportation ohne Wasser und Brot auf der unbebauten Insel „Eclipse Island“. Um 21:00 Uhr wurde nach dem Erklingen der Warnglocke der elektrische Strom für alle Aborigines-Unterkünfte abgeschaltet.
1940er Jahre
Im Zweiten Weltkrieg wurde ein Militärflughafen mit entsprechenden Werkstätten auf Great Palm Island aufgebaut. Stationiert waren Flugboote zur Seeaufklärung vom Typ Catalina. Am Ende des Weltkriegs wurde der Militärflughafen aufgegeben. Ob auf dem Flughafen auch Aborigines arbeiten mussten, ist nicht bekannt.
1950er Jahre
Im Juni 1957 kam es zu einem Streik arbeitender Aborigines auf Great Palm Island, die eine würde- und respektvolle sowie gleichberechtigte Behandlung einforderten. Der Streik richtete sich vor allem gegen ihren Superintendenten Roy Bartlam. Dieser floh nach dem ersten Streitag. Um den Streik zu brechen, flogen bewaffnete Polizisten mit Militärflugzeugen der RAAF auf der Insel ein, die die sieben mutmaßlichen Rädelsführer mit ihren Familien festnahmen und in andere Aborigines-Reservate oder Gefängnisse ausflogen. Die sieben Aborigines mit ihren Familien werden auf der Insel The Magnificent Seven genannt.
1960er Jahre
1961 starb der verhaftete Aborigine Henry Pitt nach einer Auseinandersetzung mit einem Polizeioffizier im Gefängnis, was für letzteren folgenlos blieb.
Noch in den 1960er Jahren herrschte eine rigide Rassentrennung im Reservat. Im September 1965 waren 26 weiße Regierungsangestellte auf der Insel beschäftigt, weitere 22 im Hospital und in der Schule. Insgesamt lebten damals etwa 70 Weiße auf der Insel. Die Begegnung zwischen Weißen und Aborigines beschränkten sich auf die Arbeitszeit, es gab keinerlei soziale noch kulturelle Kontakte. Aborigines war es verboten die Häuser der Weißen zu betreten, außer sie hatten dort zu arbeiten. Kein Aborigine war als Angestellter der Regierung beschäftigt oder durfte ein Haus der weißen Angestellten betreten. Im Unterschied hierzu konnten einige Aborigines auf dem Festland ökonomische Gleichbehandlung erreichen und soziale Begegnungen mit den Weißen waren möglich, allerdings nur in geringem Umfang.
1970er Jahre
Geschlossen wurde das Reservat erst im Jahr 1972, die Frauen- und Mädchen-Unterbringung offiziell im Jahr 1975. Von 1918 bis 1972 sind 3.950 Deportationen von Aborigines auf Great Palm Island dokumentiert.

## Aborigines-Siedlung
Im März 1985 wählte die Siedlung fünf ihrer Gemeindemitglieder zur Konstituierung eines selbstverwalteten Palm Island Aboriginal Council entsprechend des in Queensland verabschiedeten Gesetzes Community Services (Aborigines) Act 1984 (Qld).
Als das Siedlungseigentum 1988 an die auf der Insel lebenden Aborigines zu einer selbstverwalteten Gemeinde überging, versenkten sie unverzüglich die Glocke im Meer, den von ihnen so genannten Insel-Sound.
Im Januar 2005 wurde entsprechend des Gesetzes Local Government (Community Government Areas) Act 2004 (Qld) das Palm Island Aboriginal Council zum Palm Island Aboriginal Shire Council umbenannt.
In keinem anderen Reservat in Queensland war die Lebenssituation für die Aborigines derart schlecht. Dies obwohl der Bundesstaat Queensland sich selbst die Aufgabe gestellt hatte, die Aborigines und die sogenannten „Halfbloods“ in die Gesellschaft zu integrieren. In dieser Studie wurde ferner festgehalten, dass auf Great Palm Islands die höchsten Gewalt- und Kriminalitätsraten herrschten. Ein weiteres Ergebnis der Studie war, dass insbesondere die Raten in den Gemeinden hoch waren, in denen die Traditionen der Aborigines nicht mehr gelebt wurden, zusätzlich ist der Alkoholgenuss dort besonders in den Reservaten exzessiv, wo darüber frei verfügbar werden kann und viele deportierte Aborigines leben.
Für die unbezahlten Löhne der Aborigines für geleistete Arbeit auf den Inseln, die so genannten Stolen Wages (Gestohlene Löhne), wurde die Regierung von Queensland im Jahr 1998 verklagt. Queensland verlor vor Gericht im Palm Island Wages Case. Das Urteil wurde am 31. Mai 1999 verkündet und es ermöglichte eine Zahlung von bis zu AU 7000,00. Das Urteil wurde durch den damaligen Premierminister von Queensland Peter Beattie modifiziert, ein Mitglied der Australian Labor Party. Die Betroffenen, die vor dem 31. Dezember 1951 geboren worden waren und nachweislich auf der Insel unentgeltlich Arbeitsleistungen erbracht hatten, erhielten eine Entschädigung von AU 4000,00 und alle anderen AU 2000,00.
Australische Historiker schätzen, dass mehrere zehntausend Aborigines von den Stohlen Wages in Gesamt-Australien betroffen waren, dies betrifft sowohl Kinder als auch Erwachsene.

## Weblink
- History of Palm Island auf der offiziellern Seite des Inselrates